# Sarah Armstrong-Jones
Lady Sarah Chatto, ou Lady Sarah Armstrong-Jones, née le 1er mai 1964 au palais de Kensington à Londres, est une artiste peintre et designer, membre de la famille royale britannique.

## Biographie

### Famille
Sarah Frances Elizabeth Armstrong-Jones est née le 1er mai 1964, au palais de Kensington. Elle est la fille de la princesse Margaret, sœur cadette de la reine Élisabeth II, et du photographe Antony Armstrong-Jones, titré 1er comte de Snowdon. Elle est la sixième et dernière née des petits-enfants du roi George VI et de son épouse « la reine-mère », Elizabeth Bowes-Lyon.
Elle a un frère aîné, David Armstrong-Jones, vicomte Linley puis 2e comte de Snowdon, plus connu sous le nom de David Linley, créateur de meubles. Ainsi que trois demi-frères et sœurs issus des autres unions de son père.
Sarah Chatto est l'unique nièce de la reine Élisabeth II, dont elle était très proche. Son mari et elle, ainsi que son frère David, comptent parmi les trente membres de la famille les plus proches lors des funérailles du prince Philip en 2021.
Lors du mariage du prince Charles et de Diana Spencer le 29 juillet 1981, elle est demoiselle d'honneur de Lady Diana.
Elle est l'une des marraines du prince Harry, duc de Sussex, de Louise Mountbatten-Windsor, de sa nièce, Margarita Armstrong-Jones et de Rose Windsor, fille du prince Richard, duc de Gloucester.
Depuis 2025, elle occupe la 29e place dans l'ordre de succession au trône britannique.

### Titulature
- 1er mai 1964 - 14 juillet 1994 : Lady Sarah Armstrong-Jones ;
- Depuis le 14 juillet 1994 : Lady Sarah Chatto

## Mariage et descendance
Le 14 juillet 1994, elle épouse Daniel Chatto, né en 1957, lui aussi peintre et ancien acteur. De leur union sont nés deux fils, qui occupent les 30e et 31e places dans l'ordre de succession :
- Samuel David Benedict Chatto, né le 28 juillet 1996 à Londres ;
- Arthur Robert Nathaniel Chatto, né le 5 février 1999 à Londres[2].

## Activités
Comme son père et son frère, Sarah Armstrong-Jones s'est tournée vers une carrière artistique. Elle a fait ses études à la Camberwell school of arts and crafts et à l'école polytechnique du Middlesex. Elle exerce la profession de peintre et de désigner.
Dès 2004, elle est vice-présidente de l’école du Royal Ballet, puis présidente depuis 2024, reprenant ainsi la suite de sa mère, décédée en 2002, et de son cousin le roi Charles III.